# Metacrambus carectellus
Metacrambus carectellus är en fjärilsart som beskrevs av Philipp Christoph Zeller 1847. Metacrambus carectellus ingår i släktet Metacrambus och familjen Crambidae. Inga underarter finns listade i Catalogue of Life.